# インノケンティウス10世 (ローマ教皇)
インノケンティウス10世（インノケンティウス10せい、Innocentius Ⅹ、1574年5月6日 - 1655年1月7日）は、ローマ教皇（在位：1644年 - 1655年）。本名はジョヴァンニ・バッティスタ・パンフィーリ（Giovanni Battista Pamphili）。前教皇の方針を確認し、ジャンセニスムを弾劾した。

## 生涯
ローマ出身のパンフィーリは1597年に叙階、1604年から1621年まで結婚を専門に扱う教会裁判所であるロータの判事を務める。1621年にナポリの教皇代理、1626年にアンティオキア大司教となり、同年にスペインへ教皇大使として赴任した。教皇ウルバヌス8世の甥のフランチェスコ・バルベリーニ枢機卿のお供も兼ねての赴任で、スペイン滞在中に画家ディエゴ・ベラスケスと出会った。1629年に枢機卿に選ばれ、1644年のコンクラーヴェ（教皇選挙）においてフランスの枢機卿団の後押しで教皇位につき、インノケンティウス10世を名乗った。元は法学者で、教皇庁では主に外交の分野で目覚しい業績を挙げていた。
ウルバヌス8世没後の教皇選挙はスペインの枢機卿団とジュール・マザラン枢機卿に率いられたフランスの枢機卿団が激しく対立したため混乱を極めた。2ヶ月半もかかり長引く選挙の末、前教皇のフランス寄りの姿勢を改めたい枢機卿団がパンフィーリを支持、フランス側も妥協案としてパンフィーリの教皇選出で合意し、彼がインノケンティウス10世を名乗って新教皇となった。選出後は親スペインに路線を変えたためフランスとの関係は悪化した。
教皇は手始めに、ネポティズムを改め前教皇の一族バルベリーニ家の弾劾から始めた。フランチェスコ・バルベリーニとアントニオ・バルベリーニの兄弟が教皇庁財産の横領容疑で訴えられ、2人はフランスに逃れ、教皇庁と対立していたマザランの庇護を受けた。ローマにあったバルベリーニ家の財産は没収され、6ヶ月以上教皇の許可なくローマを離れた枢機卿は特権を奪われ、枢機卿位自体も奪われる可能性があるとした勅書が発行されたが、フランスは教皇命令がフランスにおいて無効であることを宣言した。インノケンティウス10世はこのフランスの恫喝にも妥協しなかったが、フランス軍が出動の姿勢を見せるとついに妥協に追い込まれ、フランスの後援によってバルベリーニ兄弟はローマに戻ることができた。フランチェスコは1648年12月に、アントニオは1653年に帰郷、後には保身からパンフィーリ家がバルベリーニ家と政略結婚を結ぶまでになった。
外交でスペインに肩入れしポルトガルの独立に反対、三十年戦争を終結させたヴェストファーレン条約については平和を歓迎したが、カトリックに不利でプロテスタントに有利な内容と教皇に関係なく和睦交渉が進められたことに反発、条約によって教会の権利が侵害されたことに抗議のため、ヴェストファーレンへ派遣していた教皇大使ファビオ・キージ（後の教皇アレクサンデル7世）から現地報告を受け取ると、1648年の回勅『ゼロ・ドムス・デイ』で激しく抗議したが無視され教皇権の衰退が明らかにされた。また、特筆すべきは前教皇が断罪したコルネリウス・ヤンセンの著作『アウグスティヌス』について、彼自身が任命した委員会に2年にわたって十分の討議と検討をさせた結果、1653年5月31日、5箇条の命題を誤謬としてあらためて弾劾したことである。以後ジャンセニスムと教皇庁の長い戦いが続くことになる。
治世中、イングランドで勃発した清教徒革命（イングランド内戦）にも介入、国王チャールズ1世支援に前向きな姿勢を示した。1645年にアイルランド・カトリック同盟の要請に応じて、教皇特使としてフェルモ大司教ジョヴァンニ・バッティスタ・リヌチーニをアイルランドへ派遣したが、リヌチーニにアイルランドの対抗宗教改革推進によるプロテスタント根絶、プロテスタントとの妥協反対の立場から、カトリック同盟とチャールズ1世の部下のオーモンド侯ジェームズ・バトラーが進めていた和睦交渉の破棄、チャールズ1世のカトリック改宗も視野に入れた命令をリヌチーニへ下した。このためリヌチーニは強硬策に走り和睦交渉をぶち壊しただけでなく、チャールズ1世の密使のグラモーガン伯エドワード・サマセットがカトリック同盟と結んだ密約も破棄、オーウェン・ロー・オニールら強硬派がカトリック同盟で台頭しリヌチーニと結びついた。結果、チャールズ1世がアイルランドから援軍を受け取る計画を不可能にしてしまった。
インノケンティウス10世の統治に大きな影響を与えたのは、義姉オリンピア・マイダルキーニであった。欲深い彼女の存在が有象無象の噂や中傷を生み出した。教皇自身は改革の志を持っていたが、このオリンピアの存在によって教皇の評価には泥が塗られる結果となった。オリンピアは聖職売買と息子などの親族登用に走り、教皇もオリンピアの言いなりになり廃止したはずのネポティズムに手を染め、パンフィーリ家の人間を登用した。ただし国務長官には任地から呼び戻したキージを1651年に任命、彼はインノケンティウス10世亡き後次の教皇に選出されることになる。
晩年は健康が悪化し就任から襲われていた怒りの発作もあいまって、外交でも内政でも失敗が続いた。前教皇から引き継いだパルマ公国とのカストロ戦争は戦費の無駄遣いと戦場の荒廃だけに終わり、苛立った教皇は側近を次々と罷免していった。1650年にオリンピアとも口論の末に追放しながら、彼女無しでやっていけないと知るや呼び戻す始末で、汚職を重ねた側近の斬首刑も行い、気難しくなった教皇は周囲から人々を遠ざけて孤独な晩年を送り、1655年1月7日、80歳で死去。あまりにも人望を失ったため遺骸は3日間放置され、葬儀費用は誰も出さず、オリンピアに至っては教皇の身の回りの品々を押収した挙句、葬儀費用はおろか埋葬費用すら出さず他人に押し付けて宮殿を退去する有様だった。死後行われたコンクラーヴェでキージが次の教皇アレクサンデル7世に選出、インノケンティウス10世の反フランス政策を継続していった。
外交・内政共に失敗が続いたインノケンティウス10世だったが、芸術のパトロンとして建築家ボッロミーニ、ベルニーニを援助し、種々の建築を行わせた。前教皇を始めバルベリーニ家に援助してもらったベルニーニを前教皇ほど重用しなかったが地位を保障した上で仕事を継続させ、サン・ピエトロ大聖堂の鐘塔を巡るトラブルはあったが、後にベルニーニとわだかまりを解消して自身の胸像や噴水制作を彼に任せた。これによりナヴォーナ広場に有名な四大河の噴水が築かれたのはインノケンティウス10世の時代であった。また1649年に旧知のベラスケスがローマを訪問すると肖像画の制作を承諾、1650年に『インノケンティウス10世の肖像』を描かせた。ベラスケスはこの絵の上半身だけを模写した『ローマ教皇インノケンティウス10世半身像』をスペインへ持ち帰り、スペインの教皇大使がそれを見て本人そっくりだと感心したという話もある。

## 逸話
パンフィーリがまだ枢機卿だった時、教皇の全権使節の一員としてパリを訪れ、デュ・モンスティエールという画家のアトリエに『トレント宗教会議史』という貴重な書物が置かれてあったのに目を留め、その本を法衣の中へ忍びこませた。モンスティエールはそれをめざとく見つけ口汚く罵って本を取り返し、未来の教皇を足蹴にしてアトリエからたたき出してしまった。インノケンティウス10世のフランス国王や国民に対する悪意はこの出来事に由来するという噂もあった。